# Tales of Eternia
Tales of Eternia (テイルズ オブ エターニア Teiruzu obu Etānia) es un ARPG desarrollado por Namco Tales Studio y publicado originalmente para PlayStation. Posteriormente se reeditó en formato PSP. Tercera entrega de la saga Tales of, nos pone en el papel de Reid, un chico de 18 años que acompañado de sus amigos recorre todo el mundo con tal de detener su destrucción.
A la hora de distribuir el juego de PlayStation en EE. UU., Namco decidió cambiarle el nombre por Tales of Destiny 2 debido a problemas de derechos de autor con la palabra Eternia (el mundo de He-Man). Esto provocó conflictos cuando llegó el momento de sacar la verdadera segunda parte del Tales of Destiny, que fue llamado Tales of Destiny 2.

## Sinopsis
La historia comienza en Rasheans, con el encuentro de Reid y Farah en la torre de vigilancia. Mientras hablan sobre el color que ha tomado el cielo, un extraño objeto cae destruyendo la torre y lanzando a los dos chicos al suelo. Una vez recuperados se dirigen hacia el objeto recién caído, que resulta ser una nave espacial de la que sale una chica de pelo morado y piel oscura que habla un idioma ininteligible: Meredy.
A partir de ese momento, el objetivo se centra en lograr comunicarse con Meredy. Con esa intención se dirigen a Mintche, en cuya universidad estudia Keele, un amigo de la infancia de Rasheans que quizá pueda ayudarles. Tras descubrir que Keele ha sido expulsado de su escuela logran localizarlo en el Observatorio del Monte Mintche, donde está realizando ciertas investigaciones.
Pese a los amplios conocimientos de Keele no logran entender a Meredy, por lo que deciden dirigirse a Morle, el pueblo donde vive un antiguo profesor de la universidad, que quizá pueda ayudarles. Tras cruzar la cueva de Farlos y llegar a otro continente localizan al profesor, que les entrega unos pendientes hechos de Orz con los que, tras varias peripecias, consiguen por fin comunicarse con la extraña chica.
Meredy resulta ser de Celestia, y se encuentra en Inferia,el mundo de nuestros protagonistas, para evitar la destrucción del mundo.

## Historia
Reid Hershel, junto con su amiga de la infancia Farah Oersted, notan un cambio inusual en el color de la Barrera de Orbus junto con el vuelo de un extraño barco de Celestia. Cuando van a ver qué pasaba, se encuentran con Meredy, una niña vestida de manera extraña, morena y con el cabello diferente que habla un idioma desconocido, y su mascota Quickie, un extraño animal parecido a un gato. Al ser intangible su habla, Reid y Farah van a la Academy Town a visitar a su amigo de la infancia, Keele Zeibel, en busca de respuestas sobre la identidad de Meredy. Allí se enteran de que ella habla Melnics, el lenguaje de una civilización antigua. Después de viajar a Morle para buscar al profesor de Keele, el grupo de Reid recibe del veterano un pendiente de traducción especial que permite la comunicación con el corazón, con lo cual pueden entender a Meredy. Por esto se enteran de que ella fue enviada porque la Barerra de Orbus estaba colapsando, causando que el universo de Eternia se consumiera en la destrucción, y que Inferia y Celestia, por ende, desaparecerían.
Reid, Farah, Keele y Meredy siguen a Inferia City, la capital mundial de Inferia. El grupo pide al rey ayuda, pero Reid es acusado de propagar el miedo y la confusión en toda la tierra, y es castigado con la pena de muerte. La princesa Areneth quiere saber más acerca de lo que Reid tiene que decir, así que pone al grupo en libertad. Reid explica la situación, y los líderes de Inferia celebrar una conferencia de la organización. Allí se anuncia a los inferianos que se va a descubrir el Puente de Luz y que deben detener a los celestianos de la ejecución de la colisión que provocaría la Orbe tomando una acción militar agresiva. Reid y el grupo son ayudados por Ifrit, Undine y Sílfide, los Craymels Elementales. Es ahí donde el grupo está dirigido por Rem para el Puente de Luz, que se encuentra la cima de la montaña más alta de Inferia. Después de escalar la montaña, Reid localiza el Puente de Luz en un santuario de piedra. El grupo se enfrenta a Ras, quien antes se había mostrado amable y hasta llegó a ser del grupo, que les dice que su verdadero nombre es Rassius Luine, un caballero alto rango leal al Reino de Inferia, y que no les permitiría ir a Celestia. Ras pierde en el combate, y el grupo pasa a través del Puente de la Luz a Celestia.

## Protagonistas

### Reid
- Nombre: Reid Hershel
- Edad: 18
- Oficio: Cazador
- Altura: 170 cm
- Peso: 62 kg
- Armas: Espadas, Hachas, Lanzas
- Tipo de personaje: Luchador físico
- Procedencia: Rasheans, Inferia

Reid es un cazador que vive solo en el poblado de Rasheans. Su mayor hobby es dedicarse a saciar el pozo sin fondo que tiene por estómago y pegarse largas siestas tras horas de caza. Sin quererlo se verá involucrado en la salvación del mundo cuando una chica que habla un extraño idioma cae del cielo con un artefacto volador en el bosque contiguo a su poblado.Luego se da cuenta de que tiene un increíble poder en su interior llamado "fibril"

### Farah
- Nombre: Farah Oesterd
- Edad: 17
- Oficio: Granjera
- Altura:' 161 cm
- Peso: 46 kg
- Armas: Puños, Patadas
- Tipo de personaje: Luchadora física con habilidades para sanar
- Procedencia: Rasheans, Inferia

Optimista, atenta con los demás y siempre dispuesta a echar una mano, Farah acompaña a Reid en todo momento en su aventura por Eternia. Mantiene oculto un gran amor hacia Reid.

### Keele
- Nombre: Keele Zeibel
- Edad: 17
- Oficio: Graduado por la Universidad de Mintche en el campo de los Craymels de Luz
- Altura: 178 cm
- Peso: 51 kg
- Armas: Magia
- Tipo de personaje: Mago
- Procedencia: Rasheans, Inferia

Considerado cobarde y enclenque por Reid, a lo largo de la aventura demostrará su valor y compromiso con el grupo. Su interés por encontrar la auténtica Verdad le lleva a hacer cosas inesperadas.

### Meredy
- Nombre: Meredy
- Edad: 16
- Oficio: Ingeniera Craymel
- Altura: 157 cm
- Peso: 45 kg
- Armas: Un silbato con el que controla a Quickie y magia
- Tipo de personaje: Maga con ataques físicos —realizados por Quickie
- Procedencia: Imen, Celestia

Meredy es la niña que desenvuelve la trama. Nació en Imen, Celestia, y fue enviada por su maestro a Inferia para evitar la colisión de Eternia. Es una niña dulce y optimista, que tiene un triste pasado, pero aun así conserva el valor y la determinación para lograr su objetivo y salvar a los inferianos y celestianos.

### Ras
- Nombre: Rassius Luine
- Edad: 25
- Oficio: Comerciante
- Altura: 182 cm
- Peso: 76 kg
- Armas: Espadas
- Tipo de personaje: Luchador físico
- Procedencia:

Aunque en un primer momento se muestra como un miembro amigo del grupo —incluso se maneja en algún momento—, pronto se revela como Caballero del Rey, oponiéndose a la llegada de nuestros héroes a Celestia. Comparte algunas habilidades con Reid y se acaba sabiendo que tiene unas capacidades similares a las suyas a la hora de manipular el Fibril.

### Chat
- Nombre: Chat
- Edad: 12
- Oficio: Pirata
- Armas: Bolsas
- Tipo de personaje: Luchadora con objetos
- Descripción:

Pirata de Celestia, esta chica se conoce el mundo como la palma de su mano y su objetivo es hallar la herencia de su bisabuelo, el pirata Aifread, que escondió sus tesoros en los lugares más insospechados del mundo.

### Max
- Nombre: Max
- Edad: 36
- Armas: Bazookas
- Descripción: Líder de la resistencia contra el tirano opresor de Celesita llamado Balir. Max, es un personaje duro de roer que sería capaz de pegar un mordisco a una viga, pero tiene una pasión secreta: Los Miacis, unos gatos de Celestia que le vuelveen loco, además de gustarle mucho el Quickie de Meredy.

## Personajes secundarios

### Canciller Zosimos
Claudio Zosimos es el director del Observatorio Real de Astronomía de la Ciudad de Inferia, el centro de investigación más prestigioso de Inferia. Zosimos fue la primera persona que consiguió medir la distancia entre la superficie de su mundo y la Barrera Orbus.

### Chef Maravillas
Aparece en los lugares más insospechados tomando forma de objetos comunes. En cada encuentro te enseña una nueva receta de cocina, y te da los ingredientes necesarios para llevarla a cabo.

### Seyfert
El Dios que creó a toda Eternia

### Nereid
El dios de la destrucción que fue sellado por Seyfert, cuyo único objetivo es el Vatenkeist

### Craymels Supremos
Los Craymels son espíritus de los elementos (agua,fuego,tierra...etc) y se pueden atrapar y convocar con un aparato especial llamado "Jaula Craymels"
Pero existe unos Craymels mucho más poderosos que los Craymels normales llamados "Craymel Supremos",
hay 10 Craymels Supremos en Eternia, 5 están en Inferia, 4 están en Celestia y uno está entre el límite de Inferia y Celestia. Estos son: 
Undine, Sylph, Efreet, Rem, Maxwell (de Inferia) 
Celsius, Volt, Gnome, Shadow (de Celestia) 
y por último Sekundes entre los dos mundos.

## Sistema de lucha
El sistema de luchas en Tales of Eternia se basa en el Linear Motion Battle System (LMBS) utilizado por Namco en todas las entregas de su saga Tales of. Del mismo modo que en un juego de lucha 2D, los personajes se mueven en un único plano perpendicular al punto de vista del jugador. Los personajes, ya sean amigos o enemigos, se mueven en todo momento en tiempo real, y no se han de respetar turnos para realizar los diferentes movimientos.
Manejando a tus personajes en la batalla, con el botón (equis) se ataca, con el (cuadrado) se protege, con el (círculo) se ejecuta una habilidad y con el (triángulo) se accede al menú de batalla. Estos comandos pueden ser editados desde el menú

## Tales of Eternia Online
Un videojuego de rol multijugador masivo en línea ambientado en el mundo de Tales of Eternia se lanzó el 3 de marzo de 2006 sólo en Japón y estuvo activo hasta el 31 de marzo de 2007. Los suscriptores pudieron jugar en línea previo pago de cuotas mensuales hasta el 29 de enero de 2007, fecha en que finalizó el servicio. Los medios japoneses adujeron como motivo «un número decreciente de cuentas», pero la empresa Bandai Namco Games no desveló sus razones para cerrar el juego. La empresa se asoció con la compañía de medios de comunicación y telecomunicaciones Dwango a partir de 2004 y realizó las pruebas beta del juego a principios de 2005, antes de su lanzamiento.
La historia del juego en línea se sitúa en la época en que los protagonistas viajan a Celestia. Su jugabilidad es similar a la de los juegos de Tales of, pero adaptada al juego online. Permite a los jugadores personalizar sus propios personajes y durante las conversaciones entre ellos aparecen pequeños recuadros. Las categorías de personajes son: guerreros, con habilidades de defensa contra ataques enemigos; espadachines, con habilidades de ataque; artistas marciales, con habilidades de agilidad, curación y ataque; hechiceros blancos, con hechizos de curación y apoyo; y hechiceros mágicos, con hechizos de ataque. Se puede formar un grupo de hasta cuatro jugadores, pero cualquier jugador puede luchar en solitario. El líder de un grupo decide quién puede ganar puntos de experiencia y objetos tras la batalla. El juego también incluye minijuegos, entre ellos uno de cocina con ingredientes obtenidos o comprados durante el juego. El juego requería un ordenador con Windows 98 SE o superior.